# 黒田卓也
黒田 卓也（くろだ たくや、1980年2月21日 - ）は、兵庫県芦屋市出身のジャズトランペット奏者。
ニューヨーク・ブルックリン在住。2014年に日本人として初めてブルーノート・レコードと契約した。2016年4月から『報道ステーション』（テレビ朝日・ANN系列）の新テーマ曲「Starting Five」の演奏をJ-Squadのメンバーとして担当。

## 経歴
兵庫県芦屋市に生まれる。甲南中学校・高等学校に入学するとトランペットをはじめ、甲南大学経済学部を卒業するまでビッグバンドに所属した。同大学在学中に20歳でバークリー音楽大学へ短期留学する。
2003年に渡米してニューヨークのニュースクール大学ジャズ科に進学。2006年に同大学を卒業した。2007年当時はジャズの枠にとらわれず、ゴスペル、ファンク、ヒップホップ、ラテンなど様々なジャンルで、10ものバンドを掛け持ちしていた。卒業後さらに演奏テクニックを磨くために、ローリー・フリンクに師事する。　
演奏活動を通じてホセ・ジェイムズと親交を深めると、彼のアルバム『Blackmagic』（2010年）の演奏にも参加した。ホセが黒田をブルーノート・レコードに紹介したのを契機に、黒田は同社と契約。ホセのプロデュースでアルバム『ライジング・サン』の制作が決まった。日本国内のアーティストとしては、JUJU、orange pekoeなどのアルバムにアレンジャーやプレイヤーとして参加している。
2016年、コンコード・レコードに移籍してアルバム『ジグザガー』をリリースした。
2020年4月、新型コロナウイルス感染拡大を受けて日本赤十字社とユニバーサルミュージックによって、医療現場の最前線に立つ全国の医療従事者を応援するためのプロジェクト「#最前線にエールを何度でも」が主催され、プロジェクト開始時にはアーティストとアスリート計9組（AI、黒田卓也、鈴華ゆう子、ナオト・インティライミ、Ms.OOJA、宮市亮、MIYAVI、山本彩、吉田麻也）による「何度でも」の歌唱動画が公開された。

## 出演

### テレビ
- ベストヒットUSA（BS朝日、2014年4月1日）[16]
- 題名のない音楽会 - ジャズ新世紀の音楽会（テレビ朝日、2016年1月31日）[17]
- あさイチ（NHK総合テレビ、2016年12月9日）[9]

### ラジオ
- ENEOSプレゼンツ あさナビ（ニッポン放送、2014年7月7日 - 7月11日）[18]
- MISIA 星空のラジオ（NHK-FM、2016年9月6日）[19]
- American Airlines MUSIC FLIGHT（J-WAVE、2016年9月12日）[4]
- DAIWA SHOKEN GROUP PASSION, BEYOND THE BORDERS（J-WAVE、2016年9月19日）[20]
- ANA WORLD AIR CURRENT（J-WAVE、2016年10月29日）[8]

### 映画
- 銀平町シネマブルース（2023年2月10日） - 白川はじめ 役[21]

### CM
- TV 大和証券グループ本社

## ディスコグラフィ
- Bitter and High (CD Baby) 2010年
- Edge (CD Baby) 2011年
- Six Aces (P-Vine) 2013年
- ライジング・サン - Rising Son (Blue Note) 2014年
- ジグザガー - ZIGZAGGER (Concord) 2016年